# Torneo de Moscú 2016
El Kremlin Cup 2016 es un torneo de tenis jugado en canchas duras bajo techo. Es la 27ª edición de la Copa Kremlin, y es parte del ATP World Tour 250 series del ATP World Tour 2016, y es parte del en femenino forma parte de Premier del WTA Tour 2016. Se lleva a cabo en el Estadio Olímpico de Moscú, Rusia, del 17 de octubre al 23 de octubre de 2016.

## Cabezas de serie

### Individual masculino
| Tenista               | Ranking | N.º |
| Roberto Bautista Agut | 19      | 1   |
| Albert Ramos-Viñolas  | 27      | 2   |
| Philipp Kohlschreiber | 30      | 3   |
| Viktor Troicki        | 31      | 4   |
| Martin Kližan         | 33      | 5   |
| Pablo Carreño Busta   | 35      | 6   |
| Paolo Lorenzi         | 37      | 7   |
| Andrey Kuznetsov      | 42      | 8   |

- Los cabezas de serie, están basados en el ranking ATP del 10 de octubre de 2016.

### Dobles masculinos
| Tenista                               | Ranking | Preclasificada |
| Pablo Carreño Busta Marcel Granollers | 52      | 1              |
| Juan Sebastián Cabal Robert Farah     | 60      | 2              |
| Guillermo Durán Mariusz Fyrstenberg   | 119     | 3              |
| Wesley Koolhof Matwé Middelkoop       | 119     | 4              |

### Individual Femenino
| Tenista                   | Ranking | Preclasificada |
| Svetlana Kuznetsova       | 8       | 1              |
| Dominika Cibulková        | 10      | 2              |
| Carla Suárez Navarro      | 12      | 3              |
| Elina Svitolina           | 15      | 4              |
| Yelena Vesnina            | 19      | 5              |
| Barbora Strýcová          | 20      | 6              |
| Anastasiya Pavliuchenkova | 21      | 7              |
| Daria Kasatkina           | 24      | 8              |
| Timea Babos               | 26      | 9              |

- Los cabezas de serie, están basados en el ranking WTA del 10 de octubre de 2016.

### Dobles femeninos
| Tenista                               | Ranking | Preclasificada |
| Yekaterina Makarova Yelena Vesnina    | 15      | 1              |
| Andrea Hlaváčková Lucie Hradecká      | 25      | 2              |
| Kateřina Siniaková Katarina Srebotnik | 60      | 3              |
| Anastasia Rodionova Olga Savchuk      | 100     | 4              |

## Campeones

### Individual Masculino
Pablo Carreño venció a  Fabio Fognini por 4-6, 6-3, 6-2

### Individual femenino
Svetlana Kuznetsova venció a  Daria Gavrilova por 6-2, 6-1

### Dobles Masculino
Juan Sebastián Cabal /  Robert Farah vencieron a  Julian Knowle /  Jürgen Melzer por 7-5, 4-6, [10-5]

### Dobles femenino
Andrea Hlaváčková /  Lucie Hradecká vencieron a  Daria Gavrilova /  Daria Kasátkina por 4-6, 6-0, [10-7]